# Stretch 2
Stretch 2 es la tercera extended play (EP) de la productora venezolana Arca. Fue lanzada el 6 de agosto de 2012 a través de UNO NYC, siguiendo a su predecesora Stretch 1, lanzada en abril.

## Composición
Stretch 2 es principalmente un álbum de hiphop electrónico; presenta compases vanguardistas, tonos distorsionados y «una especie de versión postmillennial del triphop con una deuda con Aphex Twin», así como influencias del gangsta rap, garage y new age.

## Recepción crítica
Andrew Ryce de Resident Advisor describió a Stretch 2 como «un disco ambiental, implacablemente oscuro y antisocial» y elogió su «producción bellamente torturada», el uso de efectos duros y la voz «a veces (inquietantemente) legible» de Arca.
| Publicación    | Reconocimiento                   | Posición | Ref.  |
| -------------- | -------------------------------- | -------- | ----- |
| Tiny Mix Tapes | Los 50 álbumes favoritos de 2012 | 45       | [ 4 ] |

## Lista de canciones
| N.º   | Título          | Duración |  |
| 1.    | «Self Defense»  | 2:20     |  |
| 2.    | «Fortune»       | 3:24     |  |
| 3.    | «Maiden Voyage» | 2:36     |  |
| 4.    | «2 Blunted»     | 1:47     |  |
| 5.    | «Tapped In»     | 2:34     |  |
| 6.    | «Strung»        | 2:20     |  |
| 7.    | «Brokeup»       | 2:52     |  |
| 8.    | «Meditation»    | 4:11     |  |
| 9.    | «Manners»       | 4:41     |  |
| 26:45 |                 |          |  |